# Anii 1610
Anii 1610 au fost un deceniu care a început la 1 ianuarie 1610 și s-a încheiat la 31 decembrie 1619.